# Akram Chehayeb
Akram Chehayeb Gebran Bassil , né à Aley le 17 octobre 1947, est un homme politique libanais.

## Biographie
Membre du Parti socialiste progressiste de Walid Joumblatt, il est nommé député druze de Aley en 1991. Il sera réélu à ce poste en 1992, 1996, 2000 et 2005.
Ministre de l'Environnement du gouvernement de Rafiq Hariri entre 1996 et 1998, il devient dès 2000, président de la commission parlementaire de l'Environnement.
Son opposition à la Syrie et au président Émile Lahoud se radicalisa dès l'été 2004 et il prit part à la Révolution du Cèdre et s'afficha dans toutes les grandes manifestations de l'Alliance du 14 mars. Il est réélu en 2005 et 2009 et devient ministre des Déplacés en novembre 2009 au gouvernement de Saad Hariri.
En 2011, il reste fidèle à Joumblatt et se distance du 14 mars, en nommant Najib Mikati au poste de premier ministre.
Le 12 février 2014, il succède à Hussein Hajj Hassan comme ministre de l'Agriculture.